# افزایش سین و آنتی
در شیمی آلی، افزایش سین و آنتی (به انگلیسی: Syn and anti addition) روش‌های مختلفی است که در آن می‌توان دو استخلاف را به یک پیوند دوگانه یا سه‌گانه اضافه کرد. به عنوان مثال اضافه شدن ترکیب فرضی X–Y به سیکلوآلکن‌ها در ادامه نشان داده شده‌است.
افزایش سین به این صورت است که طی آن هر دو استخلاف در یک طرف مولکول قرار می‌گیرد در صورتی که در افزایش آنتی دو استخلاف در دو طرف مولکول قرار می‌گیرند. به شکلی دقیق‌تر در سین دو استخلاف در یک سمت صفحه تقارنی شامل پیوند کربن-کربن قرار می‌گیرد در حالی که در آنتی استخلاف‌ها در دو طرف صفحه قرار می‌گیرد.